# Quốc lộ 14E
De Quốc lộ 14E is een Nationale weg in de Vietnamese provincie Quảng Nam. De weg is een afsplitsing van de Quốc lộ 14. De Quốc lộ 14E verbindt de Quốc lộ 14 in het westen van Quảng Nam met de Quốc lộ 1A in het oosten van de provincie. De totale lengte van de weg bedraagt ruim 70 kilometer.

## Plaatsen aan Quốc lộ 14E
- Phước Xuân (Phước Sơn)
- Phước Hòa (Phước Sơn)
- Phước Hiệp (Phước Sơn)
- Sông Trà (Hiệp Đức)
- Quế Bình (Hiệp Đức)
- Tân An (Hiệp Đức)
- Quế Thọ (Hiệp Đức)
- Bình Lâm (Hiệp Đức)
- Bình Lãnh (Thăng Bình)
- Bình Trị (Thăng Bình)
- Bình Định Bắc (Thăng Bình)
- Bình Quý (Thăng Bình)
- Hà Lam (Thăng Bình)

QL1 · QL1B · QL1K · QL2 · QL3 · QL4 · QL5 · QL6 · QL7A · QL7B · QL8A · QL8B · QL9A · QL9B · QL12 · QL12A · QL14 · QL14B · QL14C · QL14D · QL14E · QL15 · QL15 (Biên Hoà) · QL18 · QL20 · QL51 · QL55 · QL56